# Romelo Pervolovici
Romelo Pervolovici (n. 1956 la Zorleni, județul Vaslui, crescut la Galați, devenit, o dată cu studenția, bucureștean): este unul dintre cei mai importanți artiști vizuali români ai ultimelor decenii. Sculptor ca formație, a evoluat încă dinainte de 1989 către obiectualisme varii, instalații și alte forme de manifestare neconvențională în spațiu.
După căderea regimului comunist a devenit artist multimedia, propunând, singur sau în tandem cu Maria Manolescu, sub denumirea de grup „2META Arhivat în 3 septembrie 2018, la Wayback Machine.“, proiecte de o mare diversitate, în tehnici și cu materiale uneori „clasice“ (lemn, metal), alteori industriale, electronice sau alimentate electric, până la detritusuri reciclate ad hoc. Prin intermediul Fundației Culturale META, pe care a înființat-o, a organizat - de asemenea - numeroase evenimente vizuale și multidisciplinare, cu participarea unor artiști autohtoni sau din lumea largă, cea mai spectaculoasă fiind Bienala Tinerilor Artiști. În toate proiectele, de creație sau curatoriale, urmărește formularea unor atitudini artistice în fața contextelor extra-artistice, spațiale, sociale, ideologice. Privilegiază inserția în peisajul urban și, tehnic vorbind, experimentalismul ilimitat. Serialismul lucrărilor proprii furnizează câte un fir unificator, introducând mici „narațiuni“ în varietatea altminteri asumată a căutărilor lui Pervolovici, un artist căruia i se potrivește perfect calificativul ultrafolosit dar rareori adecvat al criticii de specialitate: „proteic“.

## Despre Romelo Pervolovici
Adrian Guță, despre Romelo Pervolovici:
 
„O artă care și-a împins și depășit mereu limitele de expresie, pornind de la relația dinamică între concept și formă, de la glisarea fără astâmpăr între ele. Astfel crește opera lui Romelo Pervolovici, amplificându-și totodată dimensiunea (neo)conceptuală.
 
Există o coerență de adâncime care urmărește discret exploziile fragmentare de suprafață, adică traseul de explorator, plin cu surprize, al artistului. Stâlpul, golul și cupola, mărturisește Pervolovici, sunt reperele esențiale la care se raportează creația sa. Egal importantă este relația spațiu - timp, felul cum timpul spiritualizează structurarea spațiului de către forme. Miza devine intervalul dintre elementele sculpturale. Această reorientare a receptării conduce spre ceea ce am putea numi un traseu inițiatic.
 
Ansamblurile monumentale de simpozion ale anilor ’80, spiralice, sunt limpezi puneri în operă ale acestor intenții, dar li se pot adăuga și recente proiecte de “land art virtual”, lucrate pe computer.
De fapt, meditația – în coordonatele de artist vizual – lui Pervolovici asupra amețitor de vastei teme spațiu - timp se ipostaziază multiplu în cadrul triadei stâlp - gol - cupolă; și în al raportului dialectic unu - multiplu. Menhir - găvan - dom: iată o suită de termeni care se apropie poate și mai mult de bazele operei în discuție.
Plecăm de la „găvanele“ primei personale, din 1985 (vezi definiția într-un vechi dicționar, copiată integral de autor pe o foaie de hârtie, cu toată bogația-i semantică), de la ansamblul „megalitic” de la Scânteia, ajungem la cupolele din elemente cioplite în lemn, la structurile împletite din nuiele, la proiectul ceaunului metalic plutitor (fotografie & intervenție pictată, refăcut mai târziu pe calculator), ni se aduce aminte - vezi același vechi dicționar - că „găvanul” face trimitere și la sexualitatea feminină. O relație mai degrabă oximoronică, în spirit postmodern, conectează „menhirele” de simpozion cu cele ale consumismului: tuburile de ruj. În sfârșit, o cupolă vie, meduza, a stat ca model formal în centrul proiectelor lui Pervolovici de la Sibiu în 2007 - desfășurare multimedia, performanță tehnologică, spectacol vizual și auditiv, stimularea interactivă a publicului... Timpul coboară și urcă umplând recipientele de adâncime sau pe cele înalte, spațiul dintre elementele verticale, complex ritmate în spațiu.
Pe măsură ce Pervolovici și-a asumat alte și alte tehnici și materiale de lucru - a plecat de la lemnul cioplit și a ajuns la computer - s-a produs și o paralelă distanțare de statutul tradițional al formei, al „obiectului” sculptural. Vorbim la timpul prezent de un „expanded sculptor”, lucrând pe baze (neo)conceptuale.
Și totuși, am spune, pura „degustare” estetică a formei, a volumului, nu a dispărut cu totul din orizontul de sensibilitate al autorului. A se vedea, în acest sens, chiar și felul cum își construiește proiectele noi în realitatea virtuală a calculatorului, felul cum datele de pornire ale unei situații din realitatea ambientală, care îl inspiră, sunt modificate conform unei subiectivități creatoare de o artisticitate cuceritoare.
 
Romelo Pervolovici este unul din reprezentanții generației ’80 care semnează o operă importantă atât prin exemplele dinainte de 1990 cât și prin cele de după, până în această a doua parte a primului deceniu al mileniului trei. Dinamica sa creatoare l-a ajutat să facă pasul între două lumi. Integrat întâi dificilului, complexului context cultural al anilor ’80, căutând totodată soluții de extindere a orizontului spiritual, de aprofundare a lumii interioare, Pervolovici răspunde acum provocărilor erei globalizării și verticalizării accentuate, în același timp, a discursului personal. Demersul său este unul care-l definește pe de o parte ca autor reprezentativ pe plan local, pe de alta îl face integrabil, remarcat, și în circuitul internațional.” 
Mica Gherghescu despre Romelo Pervolovici:
 
„Creatia lui Romelo Pervolovici se situeaza undeva la intalnirea dintre dimensiuni. E si multi-dimensionala, e si hiperdimensionala. Prolifereaza fara sa intre in disolutie, pentru ca nu isi abandoneaza niciodata punctul de origine.” 
Maria Manolescu despre Romelo Pervolovici:
 
„Ce strategie de marketing poate avea o sculptură meteorologică?
 
La urma urmei, ce poate ea sa vândă?
 
O vreme variabilă, o secundă de mișcare, ploaia - cum vine, cum se duce, soarele - cum iese, norii - cum trec, întunericul - cum cade, lumina - aia care n-a fost niciodată pe uscat sau pe mare, curenții de aer - cu viteză nebună, încrețiturile apei, brazdele, undele, valurile...
 
O sculptură meteorologică e cumva alături, adică te face să privești dincoace și dincolo de ea.
 
Intră în strategia ei de marketing o complicitate cu undele, o relație cu invizibilul, cu materia întunecată („dark matter”), cu ceea ce nu se poate vedea - „tot ce e mai frumos”; e o altă cale de a privi, când numele (cuvintele) și privirea și-au luat partea lor de pradă, partea lor de întuneric. Pe scurt, o sculptură meteorologică poate vinde, printre altele, o modalitate de a vedea chiar și în întuneric.
 
La celălalt capăt, mai puțin glorios, certitudinile noastre, deconstruite, abandonează rând pe rând cuvintele, apropiindu-ne de clipa de spaimă, de ceea ce nu putem vedea sau zărim doar în inconfortabil, în întuneric și vis, doar în umbrele geometriei iraționabilului, a nelimitării, incalculabilului, sublimului indescifrabil și participării la neant, când începem să devenim ceea ce privim. 
” 
Liviana Dan despre Romelo Pervolovici: 

„Pervolovici este sculptor. Pervolovici face însă instalații și fotografie. 
Interesat de timp, de locul unde se întâmplă ceva, de deschiderea anexată de loc, de impactul personal cu locul respectiv, sculptura/ instalația/ fotografia este adeseori confruntată cu întâmplările ultimelor ore.

Proiectul pregătit de Pervolovici pentru Sibiu Capitală Culturală 2007 suportă limitele ultimei tăceri a modernității... estetica reducționistă, timpul linear, sentința autocritică, poziția ironică de insider. Corelația este între stil și conținut. Diferența este una a politicii reprezentării, intersectate cu sistemul social... pentru că reprezentările au o politică așa cum au o istorie, o geografie, o filosofie chiar...

Format într-un mediu academic destul de conservator, Pervolovici parcurge experiența oferită de paradigma Brâncuși și de generațiile de aur ale sculpturii românești/ de la Apostu la Buculei. Dar, în același timp parcurge și un proces de adaptare prin teorie. Intersectate cu teoria, lucrările lui Pervolovici au o istorie puternic verbalizată. Pervolovici controlează tema și impactul ei. Iar deoarece Pervolovici iubește confortul mixează verbalul cu vizualul. Un filtru supus generozității alege temele, le transformă, le uită, le cheamă mereu...
Ce vedem depinde de starea și povestea artistului. Și atunci... definiția locului găsit este înlocuită de geometrii abstracte. Geometrii abstracte incredibil de pozitive. Și se știe că artiștii pot schimba lumea vizibilă în orice fel doresc atâta timp cât schimbarea este justificată de arta lor.

Cotidianul este pentru Pervolovici un ordin clasic armonios. Răceala tehnică devine bucurie. Iar transparența oferă acces direct la realitate.

Sculptura/ instalația/ fotografia sunt folosite integral de Pervolovici pentru acest proiect. Și un proiect de spațiu public are o istorie îndelungată în a fi în același timp folositor politic și suspect politic. Cu o poveste generoasă... Pervolovici îl face folositor politic.
” 

## Biografie

### Studii
1982, Universitatea Națională de Arte București, specializarea Sculptură.

### Premii și burse
1990 – Fanano Italia, premiul II, simpozion de sculptura;

### Apartenența la grupuri
- Grupul 2 META – incepand din 1998, fondator (impreuna cu Maria Manolescu, fondator)[6]
- Grupul 2 META+ - incepand cu 2011, fondator (impreuna cu Maria Manolescu, Radu Pervolovici);[6]
- Uniunea Artiștilor Plastici din România[7]

### Informații suplimentare
Fondatorul Fundatiei META – incepand cu 1995, cu functia de presedinte, Bucuresti 

## Activitate artistică
-vezi si 2META Arhivat în 3 septembrie 2018, la Wayback Machine. pentru perioada incepand cu 1998

### Expoziții personale
- 2013 Polidigitații, Victoria Art Center, Bucuresti;

- 2006 Galeria de Arta Contemporana, Sibiu;

- 2002 Audi Art Gallery, Bucuresti;

- 1996 Galeria de Arta a Teatrului National, Bucuresti;

- 1990 Galeria de arta Kiklos, Paphos, Cipru;

- 1988 Muzeul Satului, Bucuresti;[12]
- 1985 Galeria Orizont, Atelier 35,Bucuresti.

### Expoziții de grup
vezi si 2META Arhivat în 3 septembrie 2018, la Wayback Machine.
- 2013 Orașul văzut de generația ’80, Victoria Art Center, Bucuresti;

- 2007 Process, Space Art Festival, Museum of Art , Balcic, Bulgaria;

- 2007 Breakfast is not included, Galeria Meta Bucuresti;

- 2007 Ambient Urban, Sibiu;

- 2004 „Festivalul de Artă din Europa de Sud-Est”, Thessaloniki, Grecia

- 2002 – „Orbis Urbis Europa”, Galeria Apollo, București

- 1998 - "Transfigurații", Mucsarnok, Budapesta, Ungaria

- 1997 - "Arta în România astăzi", Ludwig Forum fur Internationale Kunst, Aachen, Germania

- 1996 - "Experiment. Interferente si prospectiuni in arta romaneasca anii 60 – 90 - Galeria etaj ¾ Bucuresti

- 1995 Galeria etaj ¾ Bucuresti;

- 1995 Galeria 1 Mai,Bucuresti;

- 1995 Galeria Apollo, Bucuresti;

- 1994 - Expoziția de sculptură mică, Galeria “Orizont” – București;

- 1994 - Arta romaneasca contemporana, Muzeul National de Arta Bucurtesti”

- 1993 - Expoziția de sculptură Hallein, Austria;

- 1991 - Expoziția de sculptură Hallein, Austria;

- 1990 - Romania saluta Europa, expozitie itineranta la La Botanique, Bruxelles, I.S.E.L.P., Bruxelles (Belgia) si la Biblioteca Romana din Paris

- 1990 - "Filocalia" - Teatrul Național, București;

- 1989 Expoziția de sculptură mică, Galeria “Orizont” – București;

- 1989 Galeria Atelier 35, Bucuresti;

- 1989 Praga, Cehoslovacia;

- 1989 Expoziție de artă românească, Moscova, Rusia;

- 1988 Expoziția internațională de desen Pecs, Ungaria;

- 1988 Interferente, Galeria Orizont, Bucuresti;

- 1988 Bienala Dantesca, Ravenna, Italia

- 1988 - mostra Arte Postal, Brusque, Brazil

- 1988 Galeria de Arta, Oradea;

- 1987 - “Alternative”, Orizont, București

- 1986 Arta romaneasca contemporana, Sofia, Bulgaria;

- 1986 Galeria Dalles, Bucuresti;

- 1986 Galeria Orizont, Bucuresti;

- 1985 Galeria Hanul cu Tei, Bucuresti;

- 1985 Muzeul Storck, Bucuresti;

- 1985 „Desene de Sculptori” Galeria Orizont, Bucuresti;

- 1985 Bienala Dantesca, Ravenna, Italia

- 1984 „Desene de Sculptori” Galeria Eforie, Bucuresti;

- 1984 Galeria Orizont, Bucuresti;

- 1984 Muzeul de Arta din Ramnicu-Valcea.

### Simpozioane de sculptură
- 1997 Remat Nord, Bucuresti

- 1996 Romexpo, Bucuresti;

- 1994 Singeorz-Bai; Bacau;

- 1993 Mallot, Israel;

- 1993 Malta, Austria;

- 1991 Adnet, Austria;

- 1990 Fanano - Modena, Italia; Prilep, Iugoslavia;

- 1988 Scinteia, Iasi;

- 1987 Sighetul Marmatiei;

- 1986 Scinteia, Iasi;

- 1985 Babadag, Tulcea;

- 1983 Piatra-Neamt;

- 1982 Magura-Buzau.

### Acțiuni/performance/happening
- 2001 – Happening, I love art, I like artists, aprox 90min. Apatin, Iugoslavia, aprox 45 min

- 1988 – Happening in cadrul expozitiei personale de la Muzeul Satului, aprox 30min Bucuresti

- 1988 – Fanano Italia

### Lucrări aflate în locuri publice
- Meduza, 2007, instalatiei interactiva, Sibiu

- Scultpura economiei de piata, 1996, Romexpo, Bucuresti

- Borderline Sculpture - 1993, Malta, Austria

### Activitate curatorială si managerială
- Fondatorul Fundatiei META – incepand cu 1995, Bucuresti

- Din 1995 – Președinte al Fundației Culturale Meta;

- 1996 – 1997 – Președinte al Sectiei de Sculptură din București al Uniunii Artiștilor Plastici;

- Din 2003 – Initiator al Bienalei Tinerilor Artiști;

- 2003-2010 – Director al Bienalei Tinerilor Artiști;

- 2005 - Membru al juriului - pavilionul romanesc - Bienala de Arta de la Venetia [16]
- 2007 - Membru al juriului - pavilionul romanesc - Bienala de Arta de la Venetia [16]
- 2009 – Membru al Boardului ESSL Award CEE.

- 2011 – Membru al Boardului ESSL Award CEE.

- 2013 – Membru al Boardului ESSL Award CEE.

#### Manager de proiect/curator[20]
- 1996 – SCULPTURA ECONOMIEI DE PIAȚǍ, Simpozion de sculptură, București(curator).

- 1997 – ARTǍ ȘI ECOLOGIE - Simpozion de sculptură cu materiale reciclabile, București

- 1997 – CONCEPTUL DE DIMENSIUNE ÎN ARTǍ ȘI ȘTIINȚǍ – Simpozion de artă și matematică (co-curator).

- 1999 – CREAȚIA VAGABONDǍ – Simpozion interdisciplinar (co-curator).

- 2000 – FESTIVAL DE ARTǍ EFEMERǍ - MAXIMA LUX

- 2001 – PARADISURI ILUZORII, Simpozion interdisciplinar – artă și antropologie(co-curator).

- 2001 – ARTA BATE ARTA / UMETNOST POBEDUJE UMETNOST(si co-curator).

- 2002 – Partea a treia a Programului Româno-iugoslav (si co-curator).

- 2003 – UN CURATOR – UN ARTIST – O LUCRARE

- 2004 – Bienala Tinerilor Artiști, ediția I. (director și co-curator).

- 2006 - Nomad-Load/Flow/Mix (si co-curator).

- 2006 – Bienala Tinerilor Artiști, ediția a II-a (director)

- 2008 – Bienala Tinerilor Artiști, ediția a III-a (director).

- 2010 – Bienala Tinerilor Artiști, ediția a IV-a (director).

- 2012 – Bienala Tinerilor Artiști, ediția a V-a. (co-curator).

## Lista cataloagelor/albumelor
- Ion Frunzetti - PERVOLOVICI, ed. UAP, 1985
- Magda Cârneci, Anca Vasiliu, Maria Manolescu - ROMELO PERVOLOVICI, ed. UAP, 1988
- Ruxandra Balaci - PERVOLOVICI, ed. META, 1996
- Liviana Dan - PERVOLOVICI, ed. META, 2006
- Liviana Dan, Mica Gherghescu, Adrian Guta, I.B. Lefter, Maria Manolescu, Romelo Pervolovici - PERVOLOVICI, Sculptura - de la obiect la vibratie, ed. META, 2008

## Studii și articole despre artist
- 2009

Pavilionul romanesc de la Venetia, Virgil Stefan Nitulescu, Observator cultural, 16.07.2009;
- 2008

La zi, Observator cultural, 28.05.2008;
 
Nuante color ale unui secol sepia, Mihai Plamadeala, Observator cultural, 17.01.2008;
- 2007

Echipa E-cart a adresat mai multor artisti si critici de arta urmatoarele intrebari, Dan Perjovschi, Observator cultural, 4.10.2007;
 
A fi sau a nu fi la Venetia, E-cart.ro, Observator cultural, 4.10.2007;
 
2009 – anul artelor plastice la ICR Praga. Interviu cu Mircea, Catalin Gheorghe, Observator cultural, 21.07.2007;
 
La zi, Observator cultural, 21.07.2007;
 
Imagini virtuale. Dorothy Shoes, Lucia Simona Dinescu, Observator cultural, 22.03.2007;
 
La zi, Observator cultural, 15.03.2007;
Arta invadeaza spatiul public in Bucuresti, Simona Vilau, Cuvantul, 2007;
- 2006

2 Meta EuRo flag, Maria Manolescu, Romelo Pervolovici, Atelier Deschis, nr. 14, 2006;
 
Imagini virtuale. Bienala Tinerilor Artisti, Lucia Simona Dinescu, Observator cultural, 19.10.2006;
 
La zi, Observator cultural, 20.04.2006;
 
Un dictionar al artei contemporane bine documentat..., Ioana Vlasiu, 23.03.2006;
- 2005

Bilita, Erwin Kessler, Revista 22, 18–24.10.2005;
Daniel Knorr la Bienala de la Venetia, Cosmin Nasui, Observator cultural, 3.03.2005;
 
Romania participa la Bienala de la Venetia cu gripa europeana, Gh. I., Adevarul, 23.02.2005;
 
Violenta imaginilor/Imaginea violentei. Despre un eveniment cultural al anului 2004, Adrian Guta, Revista 22, 8.02.2005;
 
Vindem identitati, imagini si alte suveniruri, Romelo Pervolovici, Maria Manolescu, Revista 22, 8.02.2005;
 
Scrisoare catre doamna Mona Octavia Musca, Adrian Guta, Observator cultural, 18.01.2005;
 
Arta (cultura) alternativa (II), Adrian Guta, Observator cultural, 4.01.2005;
- 2004

Premii pentru evenimentele artistice independente ale anului 2004, Observator cultural, 21.12.2004;
 
Final de proiect/ de an politic/ de guvernare, Ion Bogdan Lefter, Mihai Mihalcea, Irina Cios, Observator cultural, 21.12.2004;
 
Ministeriale. Proiectul de monitorizare a Ministerului Culturii la final, Observator cultural, 21.12.2004;
 
Alternative prin oras, Miruna Tirca, Observator cultural, 26.10.2004;
 
Romelo Pervolovici: Ne-am bagat in cusca leului, Florena Dobrescu, Adevarul, 29.10.2004;
 
Identitati si coduri vizuale: violenta imaginii/ imaginea violentei, Mica Gherghescu, Observator cultural, 3.04.2004;
 
Observatorul cultural la Bookarest2004, Observator cultural, 1.06.2004;
- 2003

Epilog la Bookarest 2003, Observator cultural, 3.06.2003;
 
Interfete stilistice la Audi Art Gallery, Adina Dragan, Contrapunct, 01-05-2003;
 
Art is my weapon, Observator cultural, 15.04.2003;
 
Informatii; Stiri; La zi, Observator cultural, 15.04.2003;
- 2002

Informatii; Stiri; La zi, Observator cultural, 26.11.2002;
 
Agenda culturala. Expozitii, Observator cultual, 29.10.2002;
 
Informatii; Stiri; La zi, Observator cultural, 29.10.2002;
 
Agenda culturala. Expozitii, Observator cultural, 22.10.2002;
 
Vizitati/ consumati Observatorul cultural, Ion Bogdan Lefter, Observator cultural, 24.09.2002;
 
A 10-a Bienala de arte vizuale. Crossings, Observator cultural, 18.06.2002;
 
O zi de targ din viata unui manechin, Marius Chivu, Observator cultural, 28.05.2002;
 
Cum sa aleg numai trei nume?, Magda Carneci, Irina Subotici, Observator cultural, 14.05.2002;
 
La 2 ani: site-ul Observatorului, Observator cultural, 5.03.2002;
 
Inainte si dupa 1989, Ion Bogdan Lefter, Observator cultural, 19.02.2002;
 
Noul secol/ mileniu. Anul 1, Ion Bogdan Lefter, Observator cultural, Ion Bogdan Lefter, 15.01.2002;
- 2001

Despre stand(arduri), Dan Gulea, Observator cultural, 5.06.2001;
 
Dupa Bookarest 2001, Observator cultural, 5.06.2001;
 
Fundatia Meta. Prgramul de rezidenta, Observator cultural, 29.05.2001;
 
Amintiri si evenimente, Cristina Ionica, Observator cultural, 29.05.2001;
 
Venetia cu semn schimbat, Cecilia Stefanescu, Observator cultural, 6.03.2001;
 
Aniversare la Palatul Elisabeta, Paul Cernat, Observator cultural, 6.03.2001;
 
53 de teme, Observator cultural, 27.02.2001;
 
Cafe Europa, Bucuresti 2000, Observator cultural, 23.01.2001;
 
O panorama cu lumini si umbre, Pavel Susara, 21.12.2000 – 9.01.2001;
- 2000

Apel catre Ministerul Culturii. Dlui Ministru Ion Caramitru, Observator cultural, 7.11.2000;
 
L-am cunoscut pe Derrida inainte a-l inatalni, Observator cultural, 24.10.2000;
 
Profil ’90. Ion Grigorescu Side Stories, Irina Cios, Observator cultural, 18.07.2000;
 
Invitatie la Impozitie, Adrian Guta, Observator cultural, 11.07.2000;
 
Proiectul Impozitia, Observator cultural, 13.06.2000;
- 1999

Campania (artistica) de toamna, Adrian Guta, Contrapunct, 11 – 12.1999;
- 1998

Cine mai are nevoie de Salon?, Adela Vaetisi, Atelier, nr. 2, 1998;
 
Salonul Municipal (III), Pavel Susara, Romania Literara, 2-8.12.1998;
- 1997

Arta celor trei R, Pavel Susara, Romania Literara, 9-15.07.1997;
- 1996

O noua fundatie de arte vizuale, Magda Carneci, Revista 22, 25.09.1996;
- 1994

Tanarul stapan si premiile U.A.P., Pavel Susara, Romania Literara, 14-20.12.1994;
- 1985

Catalog Pervolovici, editura UAP